# Protesty separatystów w Charkowie
Protesty separatystów w Charkowie – seria protestów i wydarzeń politycznych w Charkowie na Ukrainie w 2014 roku spowodowanych prorosyjskim separatyzmem na Ukrainie oraz wydarzeniami Euromajdanu.

## Geneza
Charków posiada silne powiązania gospodarczo-społeczne z Rosją z powodów historycznych i geopolitycznych, dominującym językiem jest rosyjski. Merem miasta był wówczas Hennadij Kernes należący do prorosyjskiej Partii Regionów, która posiadała największe poparcie we wschodniej i południowej części Ukrainy. Od początku wydarzeń związanych z Euromajdanem w Charkowie następował coraz większy rozłam społeczeństwa. Mieszkańcy i władze miasta odnosili się sceptycznie wobec ruchu Euromajdanu.

## Historia

### Luty 2014
22 lutego 2014 roku w Pałacu Sportu w ramach inicjatywy „Ukraińskiego Frontu” doszło do zjazdu radnych wszystkich szczebli z południowo-wschodnich terytoriów Ukrainy. Obecni byli merowie miast wschodu i południa Ukrainy: Charkowa, Sewastopola, Doniecka, szefowie obwodów: donieckiego, ługańskiego i dniepropietrowskiego oraz deputowani Partii Regionów. Zjazd stwierdził, że wydarzenia Euromajdanu w Kijowie doprowadziły do paraliżu władz i destabilizacji państwa. Została ogłoszona również następująca uchwała:

„My, organy samorządów lokalnych wszystkich szczebli, parlament Autonomicznej Republiki Krym i rada miejska Sewastopola postanowiliśmy wziąć odpowiedzialność za zapewnienie porządku konstytucyjnego i praw obywateli na naszym terytorium”

Organizatorzy wiecu opowiadali się za wprowadzeniem federacji z półautonomicznymi regionami na Ukrainie. W okolicy Pałacu Sportu zebrało się 1500 sympatyków Antymajdanu. Po zakończeniu zjazdu mer Charkowa Hennadij Kernes oraz gubernator obwodu charkowskiego Mychajło Dobkin opuścili terytorium Ukrainy. Wieczorem, tego samego dnia, w mieście pod pomnikiem Lenina zabrali się zwolennicy Euromajdanu, którzy planowali rozebranie monumentu. Iwan Warczenko z Batkiwszczyzny namówił zebranych, aby poczekali z decyzją Rady Najwyższej o demontażu symboli komunistycznych w miejscach publicznych.
23 lutego zwolennicy Euromajdanu zablokowali budynek charkowskiej obwodowej administracji państwowej (COAP) domagając się dymisji Mychajła Dobkina. Do gabinetu głowy COAP wtargnęło trzydziestu działaczy, aby przeprowadzić „inspekcję”. Zdjęli i wynieśli oni portret Janukowycza do publiczności po czym go spalili. W tym samym czasie pod pomnikiem Lenina zebrali się przeciwnicy jego demontażu. Monument ogrodzono i wprowadzono wartę, która miała go pilnować. Tego samego dnia do miasta powrócił Hennadij Kernes oraz Mychajło Dobkin. Obaj politycy wystąpili przed przeciwnikami Euromajdanu na placu Wolności i zapowiedzieli, że nie ustąpią ze stanowisk.
26 lutego zwolennicy antymajdanu, obrony pomnika Lenina, aktywiści Komunistycznej Partii Ukrainy oraz prorosyjscy sympatycy zorganizowali protest przeciwko dalszej kontroli euromajdańczyków nad budynkiem charkowskiej obwodowej administracji państwowej. Uczestnicy protestu zdjęli z masztu siedziby COAP flagę Unii Europejskiej, a na jej miejscu powiesili rosyjską. Po rozmowach z Kernesem protestujący postanowili ściągnąć flagę Rosji.

### Marzec 2014

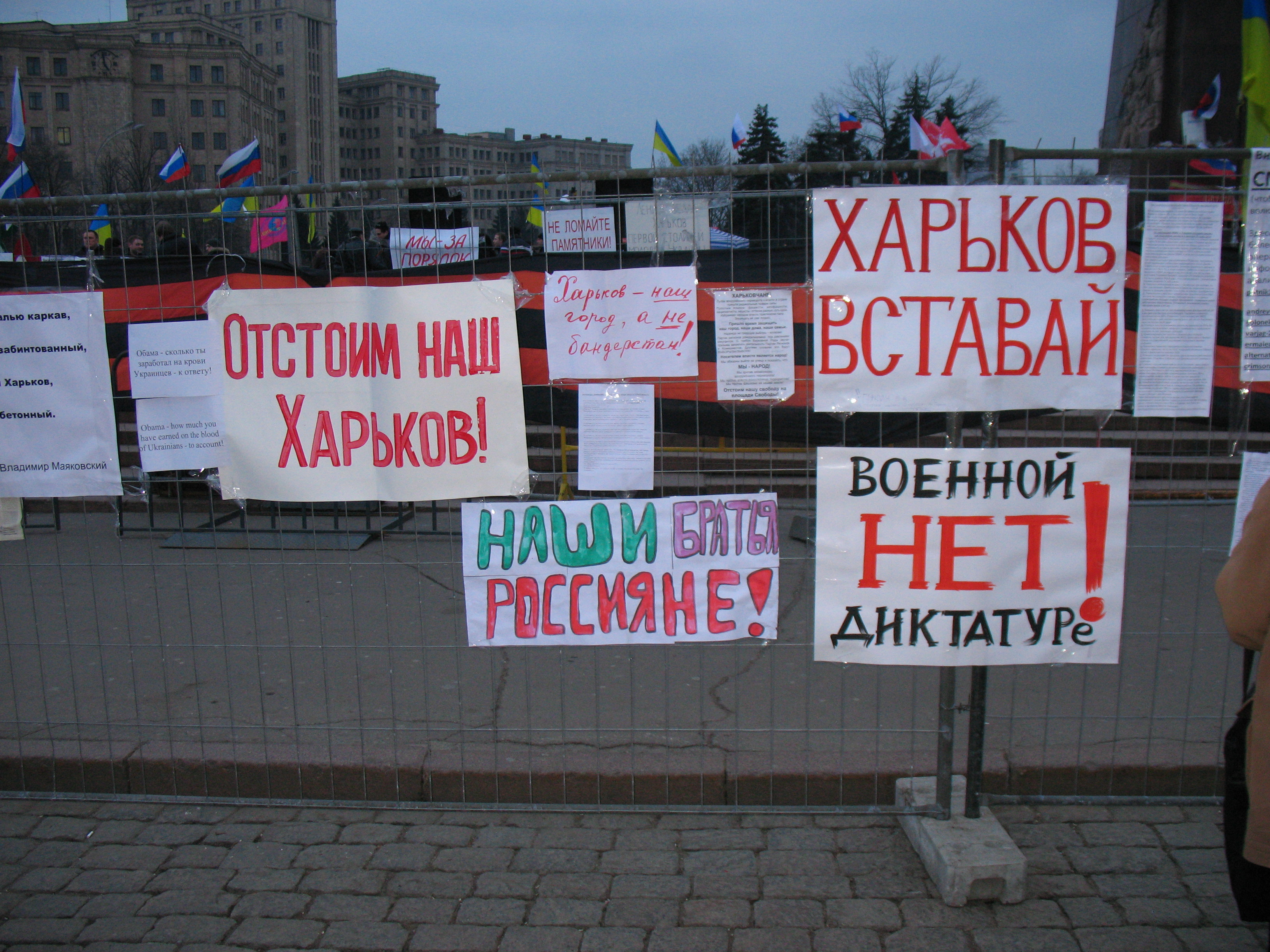
Ogrodzenie z prorosyjskimi transparentami przy pomniku Lenina (1 marca)

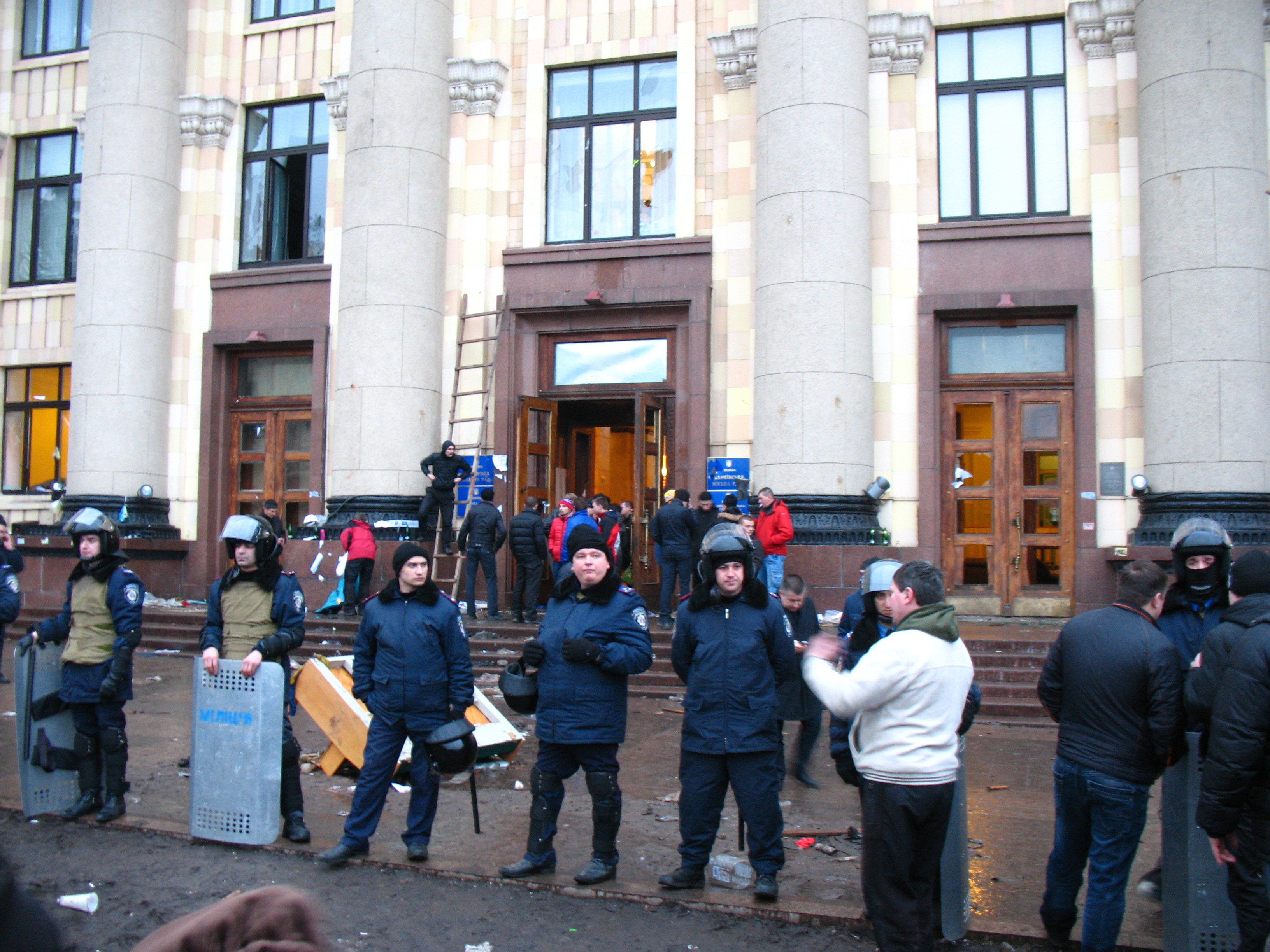
Widok głównego wejścia do siedziby Charkowskiej Obwodowej Administracji Państwowej po przejęciu przez prorosyjskich separatystów (1 marca)

1 marca uczestnicy antymajdanowego wiecu „Za Charków” wzięli szturmem siedzibę COAP, w której znajdowała się część uczestników Prawego Sektora. Flaga Federacji Rosyjskiej została ponownie zawieszona przez moskiewskiego dziennikarza. Podczas wtargnięcia rannych zostało 97 osób, wśród których dwie odniosły rany od broni palnej. Według deputowanego Rady Najwyższej Witalijego Daniłowa w szturmie brali udział obywatele rosyjscy przywożeni autobusami z obwodu biełgorodzkiego. Szacuje się, że przywiezionych zostało dwa tysiące Rosjan. Do samoobrony i zwolenników Euromajdanu dołączyli aktywiści przybyli z innych regionów Ukrainy (obwodu połtawskiego oraz mikołajowskiego). Podczas zamieszek milicja w większości przyjęła bierną postawę.
2 marca pod pomnikiem Tarasa Szewczenki odbyła się manifestacja licząca od jednego do pięciu tysięcy zwolenników popierających integralność terytorialną Ukrainy.
5 marca na placu Wolności odbył się prorosyjski wiec, na którym zebrało się od jednego do pięciu tysięcy protestujących. Żądali oni dymisji nowego przewodniczącego COAP Ihora Bałuty.
8 marca odbył się wiec, na który według różnych szacunków wyszło od 2 do 15 tysięcy aktywistów z flagami Rosji i Ukrainy. Demonstranci żądali dymisji rządu oraz przyznania charkowskiemu obwodowi statusu autonomii. Wieczorem około dziesięciu uzbrojonych aktywistów „Prawego Sektora” zaatakowało wiec. Część osób doznała obrażeń od kijów baseballowych, prętów oraz broni palnej.
10 marca odbyła się demonstracja zwolenników Euromajdanu, na którym obecny był Witalij Kłyczko. Antymajdanowcy zorganizowali kontrprotest gdzie skandowali „Rosja!”, „Faszyzm nie przejdzie!” oraz obrzucili polityka petardami.

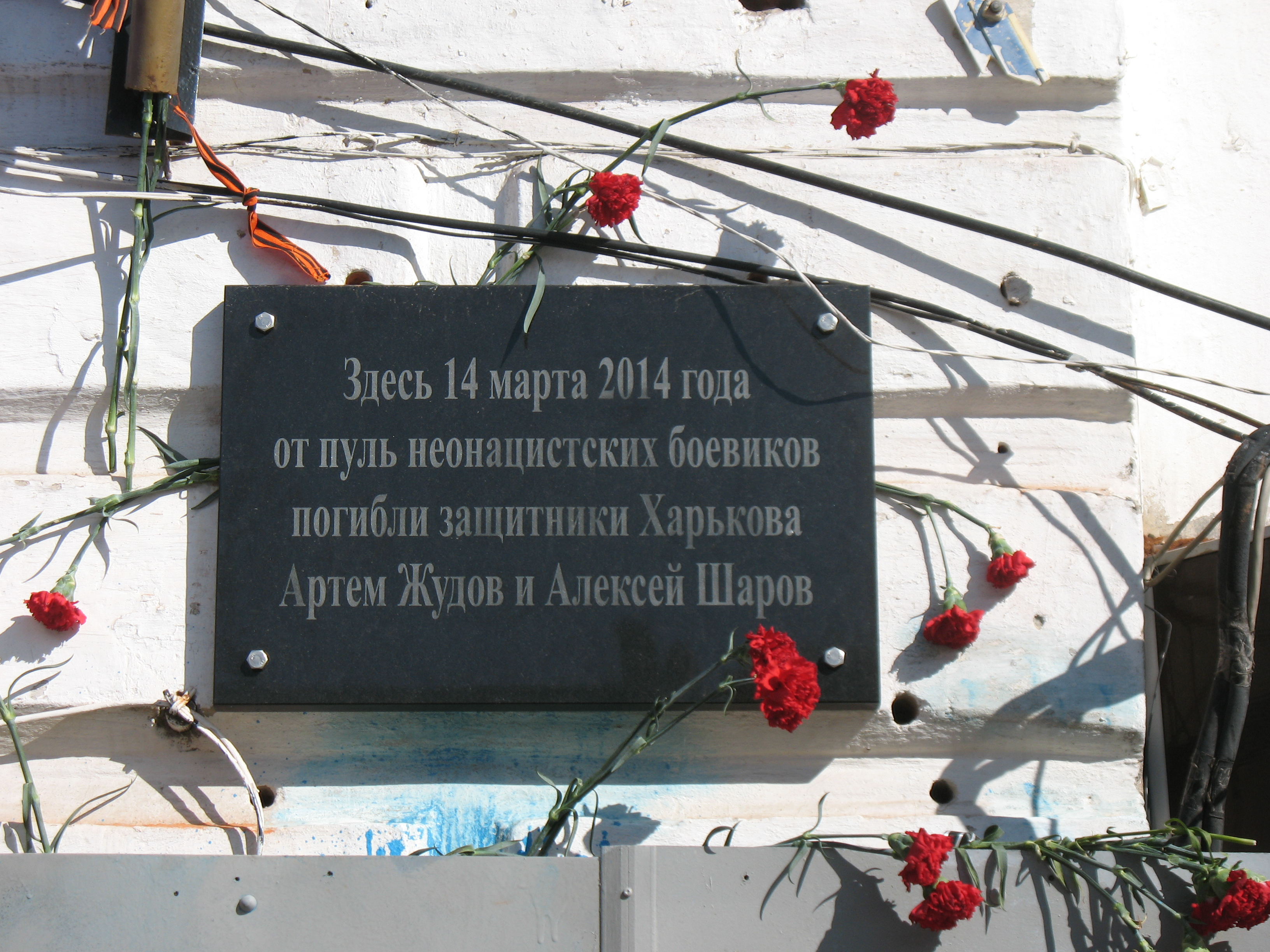
Tablica upamiętniająca dwóch zmarłych podczas walk na ulicy Rymarskiej: „Tu 14 marca 2014 roku od kul neonazistowskich bojowników zmarli obrońcy Charkowa Artiom Żudow i Aleksy Szarow”

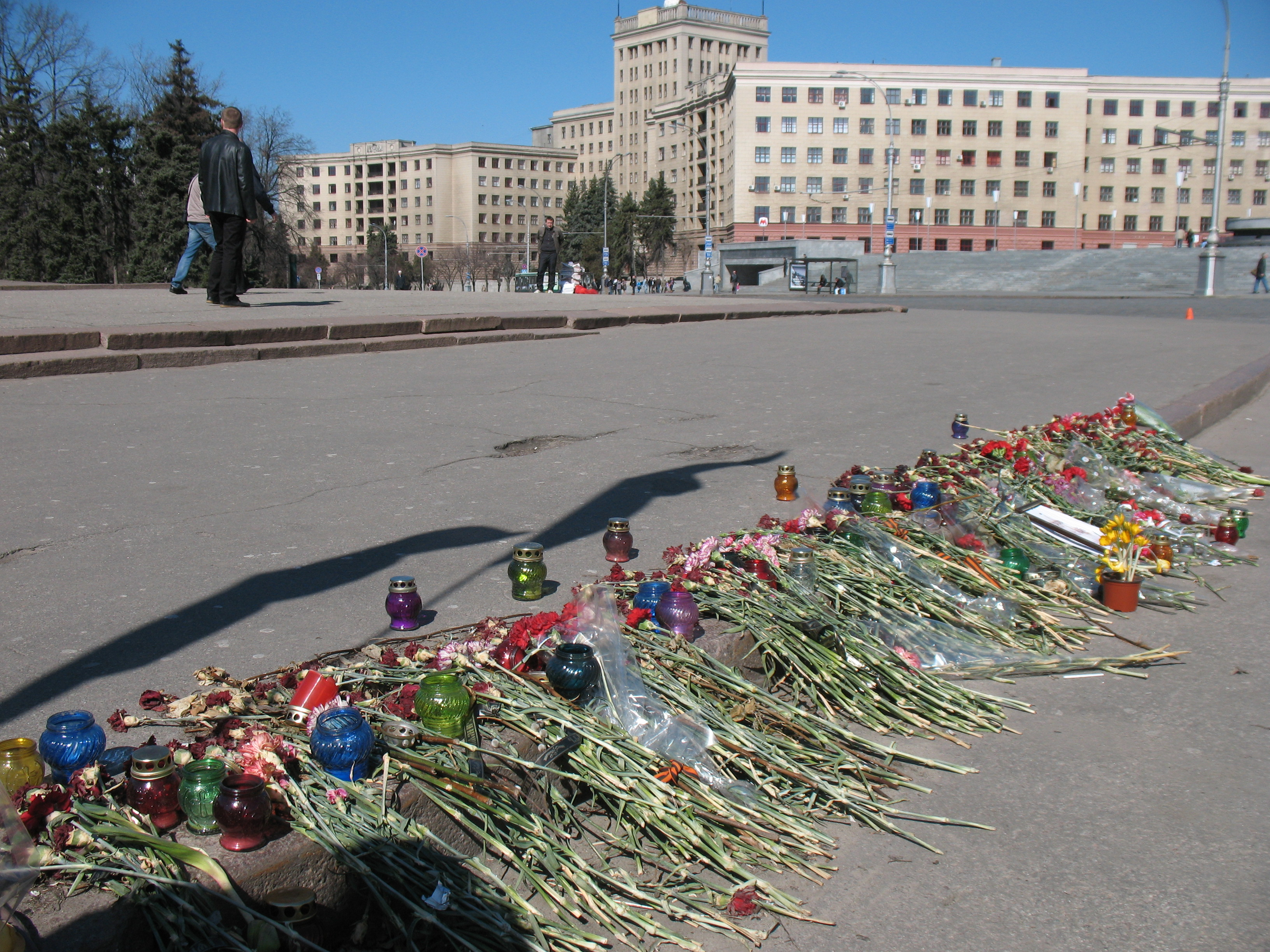
Kwiaty i znicze składane na placu Wolności ku pamięci dwóch zmarłych w trakcie zamieszek na ulicy Rymarskiej (23 marca)

W nocy z 14 na 15 marca doszło do awantur pomiędzy prorosyjskimi protestującymi a uczestnikami „Prawego Sektora” i „Patriotów Ukrajiny” na placu Wolności. Zamieszki przeniosły się na ulicę Rymarską 18 gdzie proukraińscy aktywiści zamknęli się w siedzibie Patriotów Ukrainy. Antymajdanowcy i charkowski „Opłot” rozpoczęli szturm, który przerodził się w walki z użyciem koktajlów mołotowa, granatów oraz broni palnej. Po stronie prorosyjskich separatystów brali udział Arsen Pawłow Motorola oraz Ignat Kromski Topaz. Wśród proukraińskich działaczy obecny był Andrij Biłecki. Po stronie antymajdanu zginęli mieszkaniec Charkowa Artiom Żudow oraz Dniepra Aleksy Szarow. Pięć osób odniosło rany postrzałowe w tym jeden milicjant. Ranem milicja zatrzymała 38 uczestników zamieszek i skonfiskowała trzy obrzyny oraz trzy bronie myśliwskie.
23 marca odbył się wiec na placu Wolności liczący 5 tysięcy osób. Aktywiści podzielili się na dwie grupy, z których jedna przeszła pod obwodowe siedziby MSW Ukrainy oraz SBU, druga pod konsulaty Polski i Rosji. Uczestnicy marszów uczcili ciszą pamięć dwóch zmarłych 15 marca. Obecne były flagi rosyjskie i ukraińskie oraz skandowane były hasła prorosyjskie.
30 marca kibice „Metalist Charków” oraz „Szachtar Donieck” przeprowadzili marsz popierający integralność terytorialną Ukrainy.

### Kwiecień 2014

Flaga Charkowskiej Republiki Ludowej

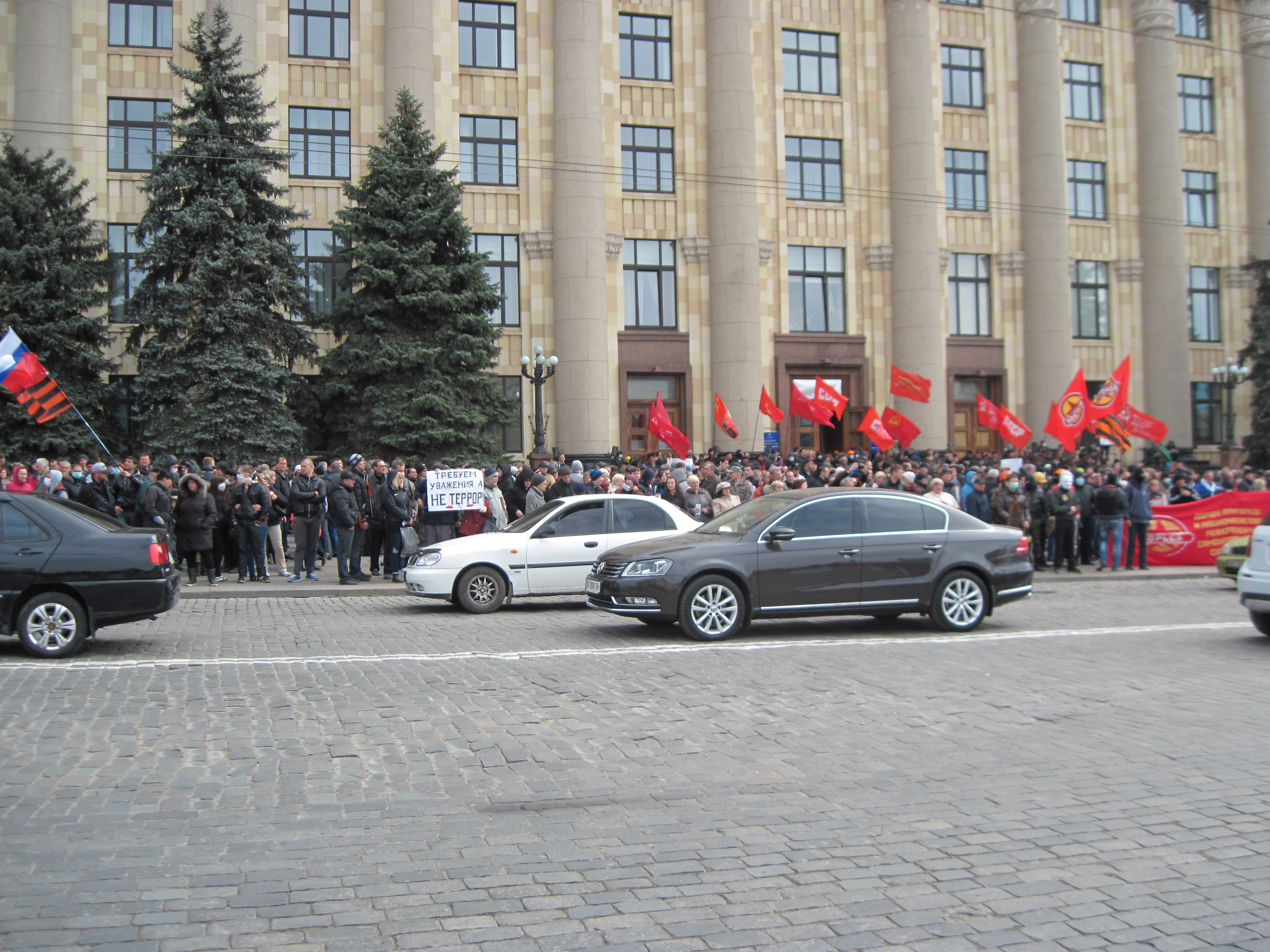
Prorosyjscy sympatycy i separatyści z flagami komunistycznymi okupujący siedzibę Charkowskiej Obwodowej Administracji Państwowej

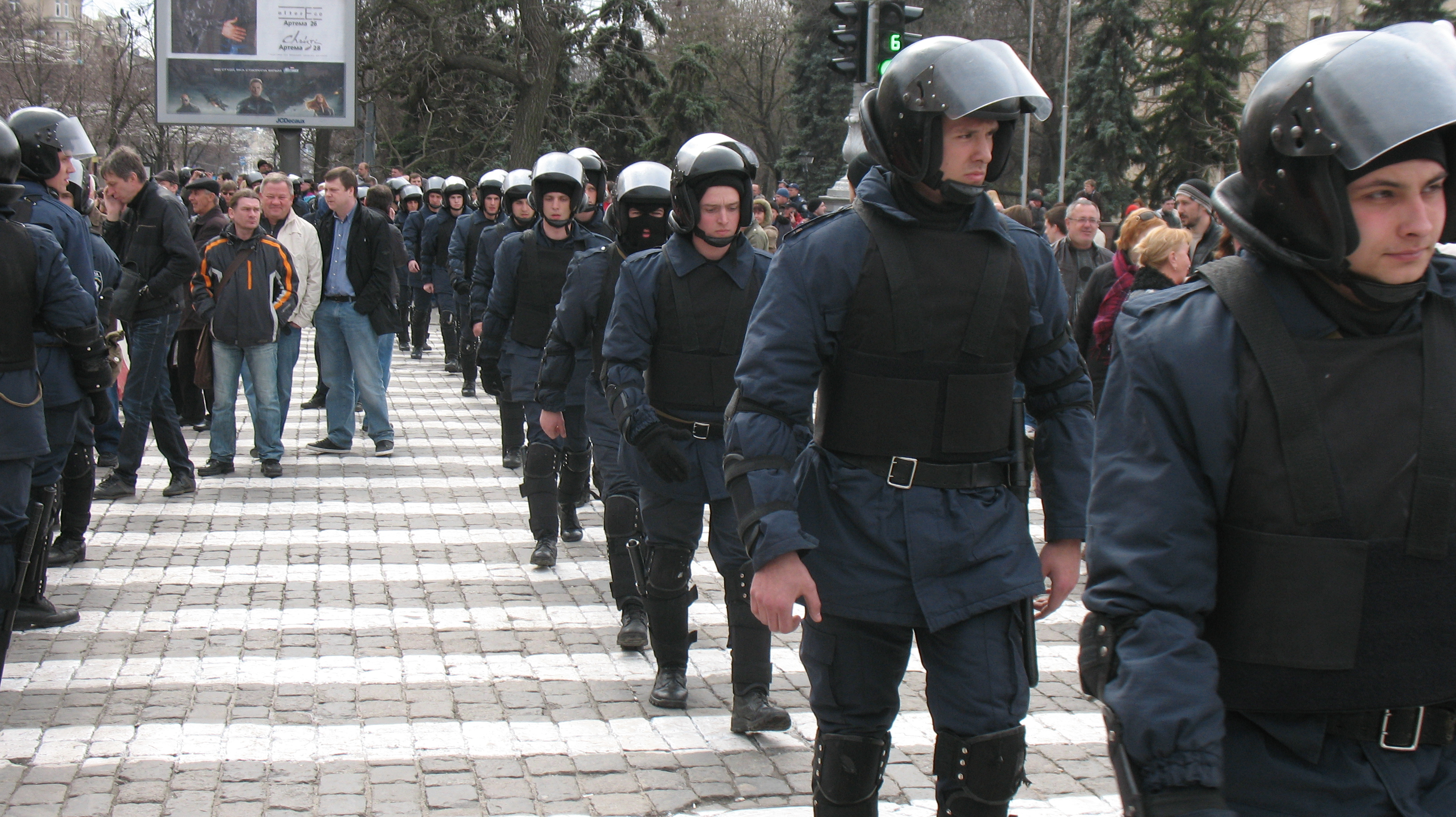
Funkcjonariusze MWS przed odbiciem budynku administracji regionalnej (7 kwietnia 2014)

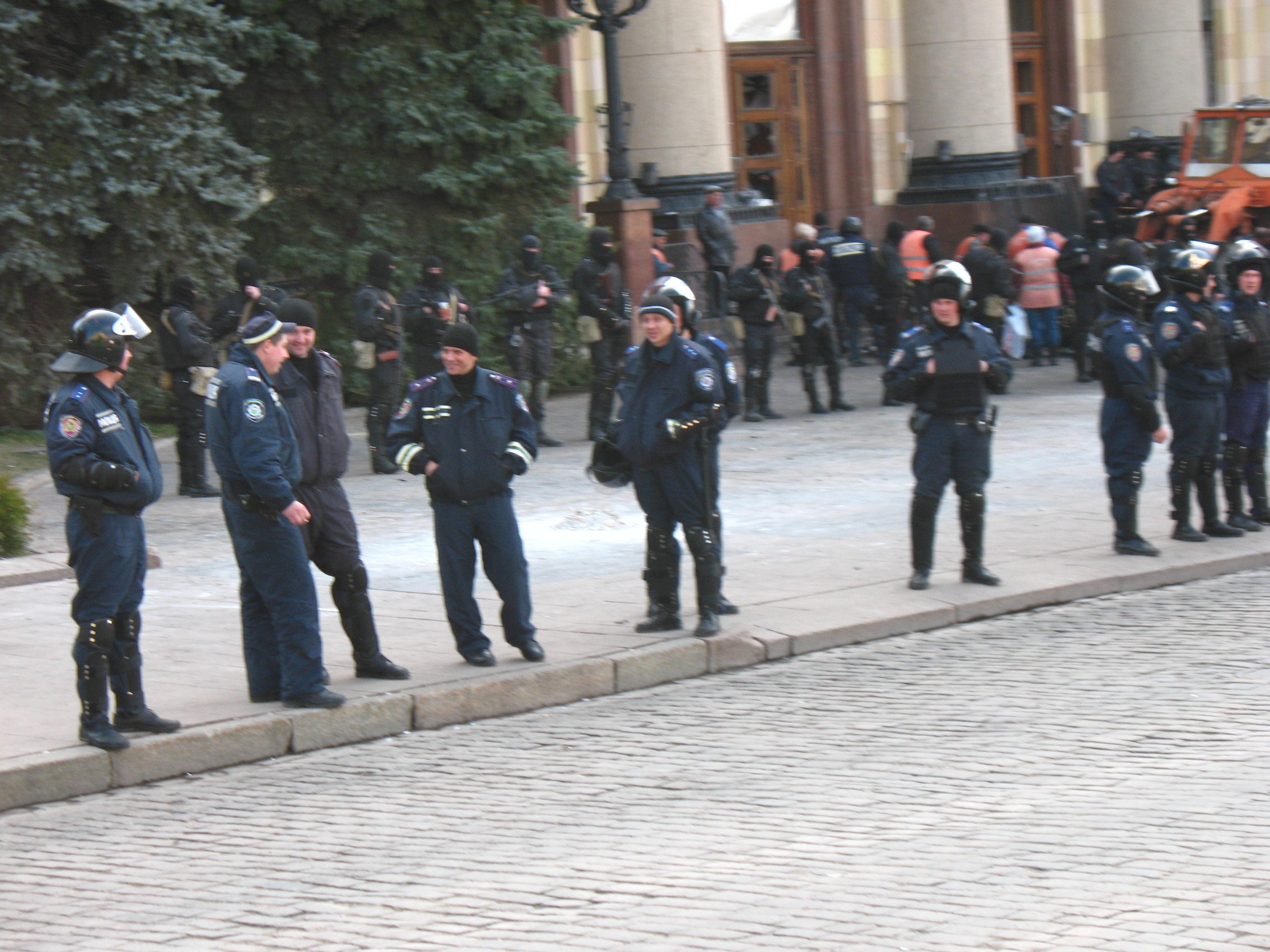
Uzbrojeni funkcjonariusze w mundurach MWS po odbiciu budynku (8 kwietnia 2014)

Sytuacja w mieście znacznie pogorszyła się 6 kwietnia. Tego dnia odbył się wiec na Placu Wolności, podczas którego uczestnicy zażądali przeprowadzenia referendum w sprawie federalizacji i nadania językowi rosyjskiemu statusu języka państwowego. Podczas demonstracji wybuchły zamieszki między jego zwolennikami a kilkudziesięcioma aktywistami Euromajdanu (według innych źródeł byli to członkowie „Prawego Sektora”). W wyniku awantur kilka osób zostało rannych. Dane policji podają, iż tego dnia około 3 tysiące osób wzięło udział w wydarzeniach w Charkowie. Prawie 400 funkcjonariuszy zapewniało ochronę porządku publicznego.
7 kwietnia na ulicy Sumskiej odbyły się dwie demonstracje: prorosyjska oraz zwolenników Euromajdanu. Prorosyjscy protestujący stanęli przed budynkiem regionalnej administracji państwowej, niektórzy z nich go zajęli. Grupa działaczy złożyła wniosek skierowany do przewodniczącego rady regionalnej Siergieja Czernowa z żądaniem zwołania nadzwyczajnej sesji rady regionalnej. Następnie na placu ponownie rozpoczęły się starcia prorosyjskich protestujących ze zwolennikami Euromajdanu. Separatyści ogłosili powstanie Charkowskiej Republiki Ludowej oraz zaapelowali do byłego prezydenta Wiktora Janukowycza i Federacji Rosyjskiej o pomoc w przeprowadzeniu pokojowego referendum na terenie obwodu charkowskiego. Ludowym gubernatorem Charkowskiej Republiki Ludowej ogłoszono Jurija Apuchtina. Charkowski Berkut odmówił użycia siły przeciwko separatystom, którzy zajęli budynek. Minister spraw wewnętrznych Arsen Awakow szybko reagując na wydarzenia rozpoczął „operację antyterrorystyczną”.
Koło północy 8 kwietnia dosłano jednostki specjalne z innych regionów Ukrainy (w szczególności z Winnicy), które zostały rozmieszczone w Charkowie. Zajęły one budynek regionalnej administracji państwowej, zatrzymując ok. 70 mieszkańców obwodu charkowskiego oraz Charkowa. Wśród zatrzymanych nie było obywateli rosyjskich.
W ramach operacji zamknięto stacje metra i centrum miasta. Arsen Awakow stwierdził, iż podczas ataku nie użyto żadnej broni, a siły specjalne uwolniły budynek „bez żadnego wystrzału, granatów”. Ostrzegł również, że w wyniku wydarzeń w Charkowie jedna trzecia pracowników służb mundurowych zostanie zwolniona: „Znaczna część milicji nie służyła ojczyźnie, lecz sabotowała operację”.
8 kwietnia protesty separatystów były kontynuowane. W pobliżu gmachu COAP aktywiści zablokowali i zaatakowali kamieniami i cegłami autobus, w którym znajdowali się wojskowi służb wewnętrznych. Kilkudziesięciu prorosyjskich aktywistów próbowało ponownie wtargnąć do siedziby COAP.
9 kwietnia pod Kijowskim Sądem Rejonowym w Charkowie zebrało się około 100 osób, które protestowały przeciw zamiarom skazania 70 osób zatrzymanych po operacji antyterrorystycznej.
10 kwietnia obwodowy sąd administracyjny w Charkowie zakazał prorosyjskich manifestacji.

## Po zlikwidowaniu Charkowskiej Republiki Ludowej
W wyniku szybkiej reakcji charkowskich i ukraińskich władz udało się uspokoić sytuację w mieście i powstrzymać tendencje separatystyczne w obwodzie charkowskim. Partia Regionów oraz jej działacze Hennadij Kernes i Michajło Dobkin zachowali swoje wpływy w polityce regionalnej. 28 września 2014 roku w Charkowie odbyła się demonstracja, podczas której usunięto pomnik przywódcy bolszewików. W okresie od 2014 do czerwca 2015 roku rosyjskie grupy dywersyjne przeprowadziły około 48 aktów terroru na Charkowszczyźnie: najtragiczniejszą w skutkach była eksplozja ładunku wybuchowego, dnia 22 lutego 2015 roku, podczas marszu w Charkowie upamiętniającego wydarzenia na kijowskim majdanie. Śmierć poniosły wówczas cztery osoby.